# Embracing Hopelessness
Embracing Hopelessness ist ein Buch des US-Hispanischen Theologen Miguel A. De La Torre aus dem Jahr 2017. Es bildet den Abschluss einer Trilogie, die mit Latina/o Social Ethics. Moving Beyond Eurocentric Moral Thinking (2010) und The Politics of Jesús. A Hispanic Political Theology (2015) begann. De La Torre ist Professor für Sozialethik und Latino-Studien an der Iliff School of Theology (Denver, Colorado).

## Inhalt
Preface: The Order of Things

Introduction
1. Those Who Ignore History Are Condemned to Construct New Ones
I: The Ideological Construction of History
II: The Inherently Exclusionary Nature of „Universal“ Histories
2. Believing is Seeing
I: Creating a US-Centric Salvation History
II: Christian Justification of the Genocidal Consequence of Salvation History
III: Imposing Order to the Chaos of Time
3. There is No God, Only Auschwitz
I: Moltmann’s Hope versus Wiesel’s Contexts
II: Unamuno and the Paradox of (Un)belief
4. (Race)ing toward a New Age of Ignorance
I: The Pervasive Racism in the construction of US Exceptionalism
II. Constructing and Forgiving the Monsters of History
III: Sin and Hope as Obstacles to Remembering
5. F*ck It
I: Understanding the US Immigration Crisis
II: Hopelessness as an Impetus for Praxis
II: Towards an Ethics para Joder
6. Poetic Epilogue

## Übersicht
Miguel De La Torre entwirft ein Panorama der Hoffnungslosigkeit in fünf Stationen, die ihn an verschiedene Orte des Leids und der Unterdrückung führen: Die Demilitarisierte Zone in Korea, den Ort des Massakers von Sand-Creek in den USA, das Konzentrationslager bei Dachau, eine Kirche in Charleston (South Carolina), in der ein Anschlag verübt wurde, und die mexikanische Grenze zur USA. Begleitet wird er von Menschen, die zu den jeweils marginalisierten und verfolgten Gruppen gehören. Zugleich setzt er sich kritisch mit europäischen Theorien auseinander: mit Hegels Geschichtsphilosophie, mit der christlichen Konzeption einer Heilsgeschichte, mit Moltmanns Theologie der Hoffnung, mit der Theodizee angesichts der Shoah, mit der Möglichkeit der Vergebung von (rassistisch motivierten) Attentätern und ganz grundsätzlich und durchgängig mit Konzeptionen der Hoffnung, die er in all ihren Varianten für verfehlt und sinnlos erklärt. 
Gegen die Fokussierung der europäischen Theologie auf den Glauben (Orthodoxie) wird die befreiungstheologische Dimension des befreienden Handelns (Orthopraxie) ins Feld geführt. Diese aber kann mit einer Hoffnung, die auf eine göttlich gelenkte Heilsgeschichte mit ihren Verheissungen gegründet ist, nichts mehr anfangen. Daher bleibt nur, die Hölle der gegenwärtigen Hoffnungslosigkeit zu akzeptieren (Embracing Hopelessness) und für den Erfolg der eigenen tätigen Praxis das beste zu – hoffen.
Das Buch hat sowohl kritische als auch zustimmende Reaktionen ausgelöst und stellt auch innerhalb der befreiungstheologischen oder postkolonialen Theologie eine sehr pointierte Position dar. Zur Klärung des  gegenwärtig (etwa in der Diskussion des Klimawandels) wieder viel diskutierten Begriffs der Hoffnung ist es ein wichtiger Beitrag.